# Seiruga

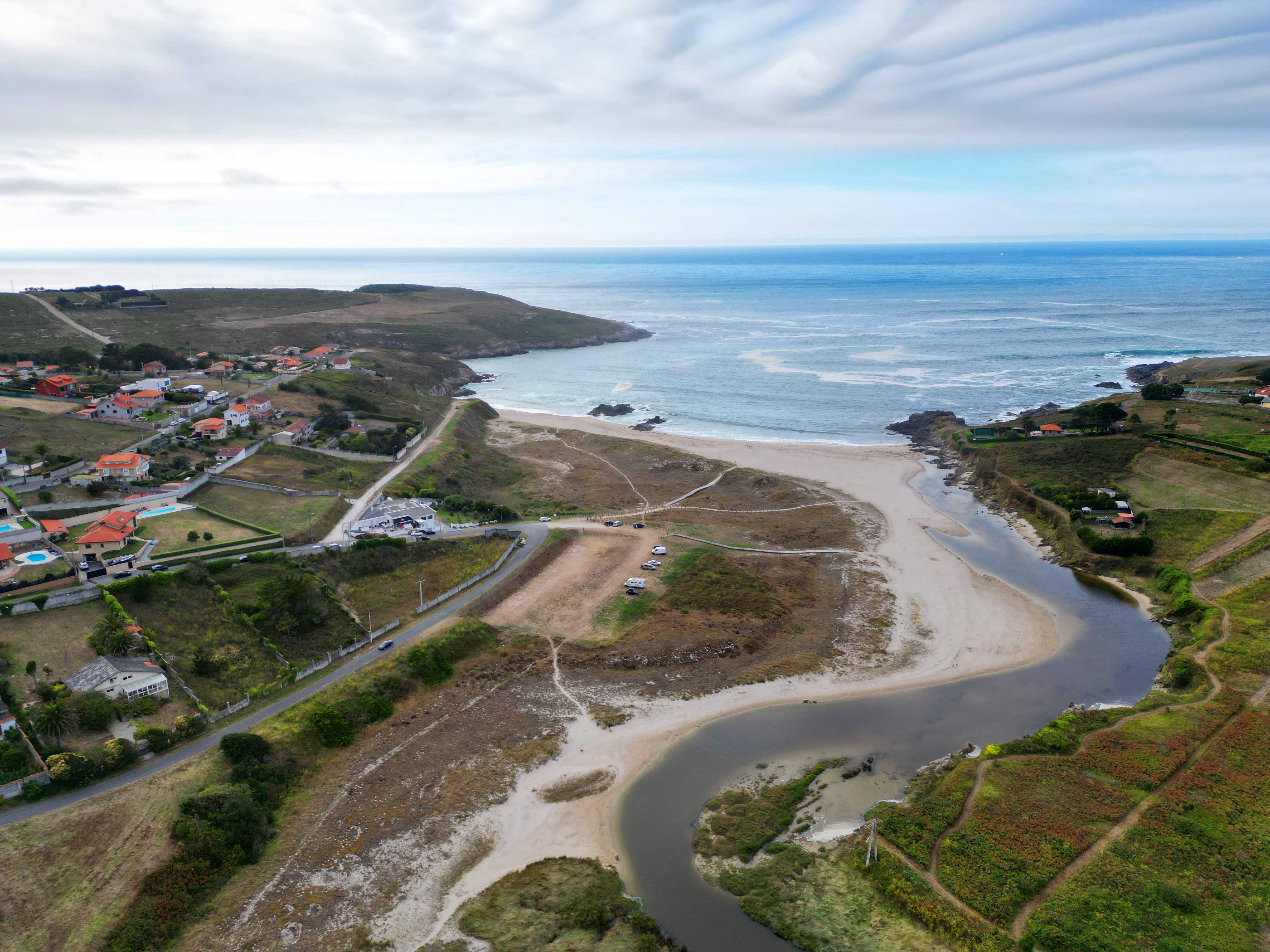
Vista aérea de la Playa de Seiruga tomada con dron por Andrones

Seiruga es un lugar de la parroquia de Barizo, en el municipio de Malpica de Bergantiños, Provincia de La Coruña (España).
Es un punto de paso del Camino de los Faros, en concreto de la Etapa 1: Malpica de Bergantiños-Niñones.
Desde sus playas se pueden observar las Islas Sisargas.
A pocos kilómetros se encuentra el Faro de Punta Nariga, construido por César Portela e inaugurado en 1997. El Faro tiene una altura de 50 metros y un alcance de haz de luz de 22 millas. Simula la proa de un barco navegando en alta mar. A modo de mascarón existe una estatua de bronce "Atlante" creada por el escultor Manolo Coia.
En 2007 se planteó la instalación en la zona de una piscifactoría. Aunque el proyecto fue inicialmente aprobado por el Gobierno Autonómico de Galicia contó con un amplio rechazo social que cristalizó en la presentación de un recurso judicial que consiguió paralizar el proyecto.